# Dobbs Ferry
Dobbs Ferry is een dorp in de Amerikaanse staat New York, en valt bestuurlijk gezien onder Westchester County. Dobbs Ferry maakt deel uit van de stad Greenburgh en ligt aan de oostzijde van de rivier de Hudson.

## Demografie
Bij de volkstelling in 2000 werd het aantal inwoners vastgesteld op 10.622.

## Geografie
Volgens het United States Census Bureau beslaat de plaats een oppervlakte van 8,2 km², waarvan 6,3 km² land en 1,9 km² water. Peekskill ligt op ongeveer 64 m boven zeeniveau.

## Geschiedenis
Dobbs Ferry dankt zijn naam aan een veerdienst over de rivier de Hudson. Het plaatsje zou een rol hebben gespeeld in de Amerikaanse Onafhankelijkheidsoorlog omdat toenmalig generaal George Washington (later de eerste president van de Verenigde Staten) in 1781 op deze plek of juist aan de overkant van de rivier met de Franse generaal Jean-Baptiste Donatien de Vimeur (graaf van Rochambeau) en de Franse admiraal François Joseph Paul de Grasse (graaf van Grasse) de belegering van Yorktown (Virginia) zou hebben gepland. De Amerikaans-Franse inname van deze stad betekende het feitelijke einde van de gevechtshandelingen met het Verenigd Koninkrijk. Een monument herinnert aan deze gebeurtenis (zie afbeelding hiernaast).

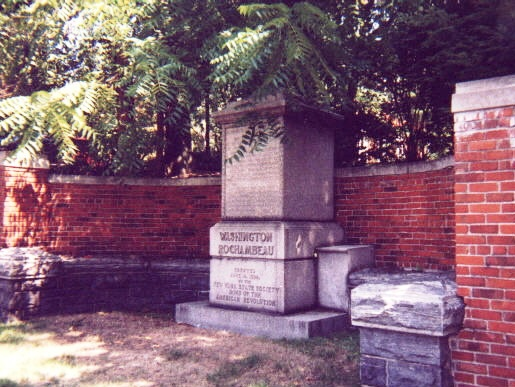
Washington-Rochambeau Monument

In 1783 speelde Dobbs Ferry opnieuw een rol in de Amerikaanse Onafhankelijkheidsoorlog toen generaal Washington en de gouverneur van New York George Clinton (deze werd later vicepresident) op deze plek onderhandelden met de Britse generaal Guy Carleton (Lord Dorchester) over de evacuatie van de Britse troepen van de posten die zij nog in bezit hadden.
In 1873 kreeg Dobbs Ferry onder de naam Greenburgh de officiële status van dorp, in 1882 werd dit veranderd in zijn huidige naam.

## Geboren
- Margreet Heemskerk (1946), Nederlands actrice
- Max Greenfield (1980), acteur